# ルイス・ゴハラ
ルイス・エンリケ・ゴハラ（Luiz Henrique Gohara, 1996年7月31日 - ）は、ブラジルのサンパウロ州トゥパ出身のプロ野球選手（投手）。左投左打。現在は、フリーエージェント（FA）。
日系ブラジル人である。

## 経歴

### プロ入りとマリナーズ傘下時代
2012年8月にアマチュア・フリーエージェントでシアトル・マリナーズと契約してプロ入り。
2013年に傘下のアパラチアンリーグのルーキー級プラスキ・マリナーズでプロデビュー。6試合に先発登板して1勝2敗、防御率4.15、27奪三振を記録した。
2014年はルーキー級アリゾナリーグ・マリナーズとA-級エバレット・アクアソックスでプレーし、2球団合計で13試合に先発登板して1勝7敗、防御率6.66、53奪三振を記録した。
2015年はA-級エバレットとA級クリントン・ランバーキングスでプレーし、2球団合計で16試合に先発登板して3勝8敗、防御率5.54、67奪三振を記録した。
2016年もA-級エバレットとA級クリントンでプレーし、2球団合計で13試合に先発登板して7勝2敗、防御率1.81、81奪三振を記録した。オフにはアリゾナ・フォールリーグに参加し、ピオリア・ハベリーナズに所属した。

### ブレーブス時代
2017年1月24日にシェイ・シモンズ、マレックス・スミスとのトレードで、トーマス・バロウズと共にアトランタ・ブレーブスへ移籍した。
シーズンに入ると、マイナーでは傘下のA+級フロリダ・ファイヤーフロッグス、AA級ミシシッピ・ブレーブス、AAA級グウィネット・ブレーブスでプレーし、3球団合計で26試合（先発25試合）に登板して7勝4敗、防御率2.62、147奪三振を記録した。9月5日にメジャー契約を結んでアクティブ・ロースター入りした。翌6日のテキサス・レンジャーズ戦にて先発でメジャーデビューしたが4回を6失点で敗戦投手となった。この年メジャーでは5試合に先発登板して1勝3敗、防御率4.91、31奪三振を記録した。
2019年7月31日にDFAとなり、8月2日に自由契約となった。

### ブレーブス退団後
2019年8月28日にロサンゼルス・エンゼルスとマイナー契約を結んだと報じられ、9月15日に正式公示された。
2020年5月29日に自由契約となった。

## 投球スタイル
平均96.3mph（約155.0km/h）のフォーシームにスライダーとチェンジアップを織り交ぜる。

## 詳細情報

### 年度別投手成績
| 年 度    | 球 団    | 登 板 | 先 発 | 完 投 | 完 封 | 無 四 球 | 勝 利 | 敗 戦 | セ 丨 ブ | ホ 丨 ル ド | 勝 率 | 打 者 | 投 球 回 | 被 安 打 | 被 本 塁 打 | 与 四 球 | 敬 遠 | 与 死 球 | 奪 三 振 | 暴 投 | ボ 丨 ク | 失 点 | 自 責 点 | 防 御 率 | W H I P |
| -------- | -------- | ----- | ----- | ----- | ----- | -------- | ----- | ----- | -------- | ----------- | ----- | ----- | -------- | -------- | ----------- | -------- | ----- | -------- | -------- | ----- | -------- | ----- | -------- | -------- | ------- |
| 2017     | ATL      | 5     | 5     | 0     | 0     | 0        | 1     | 3     | 0        | 0           | .250  | 123   | 29.1     | 32       | 2           | 8        | 0     | 0        | 31       | 1     | 0        | 17    | 16       | 4.91     | 1.36    |
| 2018     | ATL      | 9     | 1     | 0     | 0     | 0        | 0     | 1     | 0        | 1           | .000  | 82    | 19.2     | 16       | 3           | 8        | 0     | 0        | 18       | 0     | 0        | 13    | 13       | 5.95     | 1.22    |
| MLB：2年 | MLB：2年 | 14    | 6     | 0     | 0     | 0        | 1     | 4     | 0        | 0           | .200  | 205   | 49.0     | 48       | 5           | 16       | 0     | 0        | 49       | 1     | 0        | 30    | 29       | 5.33     | 1.31    |

- 2020年度シーズン終了時

### 背番号
- 64（2017年）
- 53（2018年）